# Plagiochilidium bidentulum
Plagiochilidium bidentulum är en bladmossart som först beskrevs av Franz Stephani, och fick sitt nu gällande namn av Riclef Grolle. Plagiochilidium bidentulum ingår i släktet Plagiochilidium och familjen Plagiochilaceae. Inga underarter finns listade i Catalogue of Life.